# Раннехристианская литература

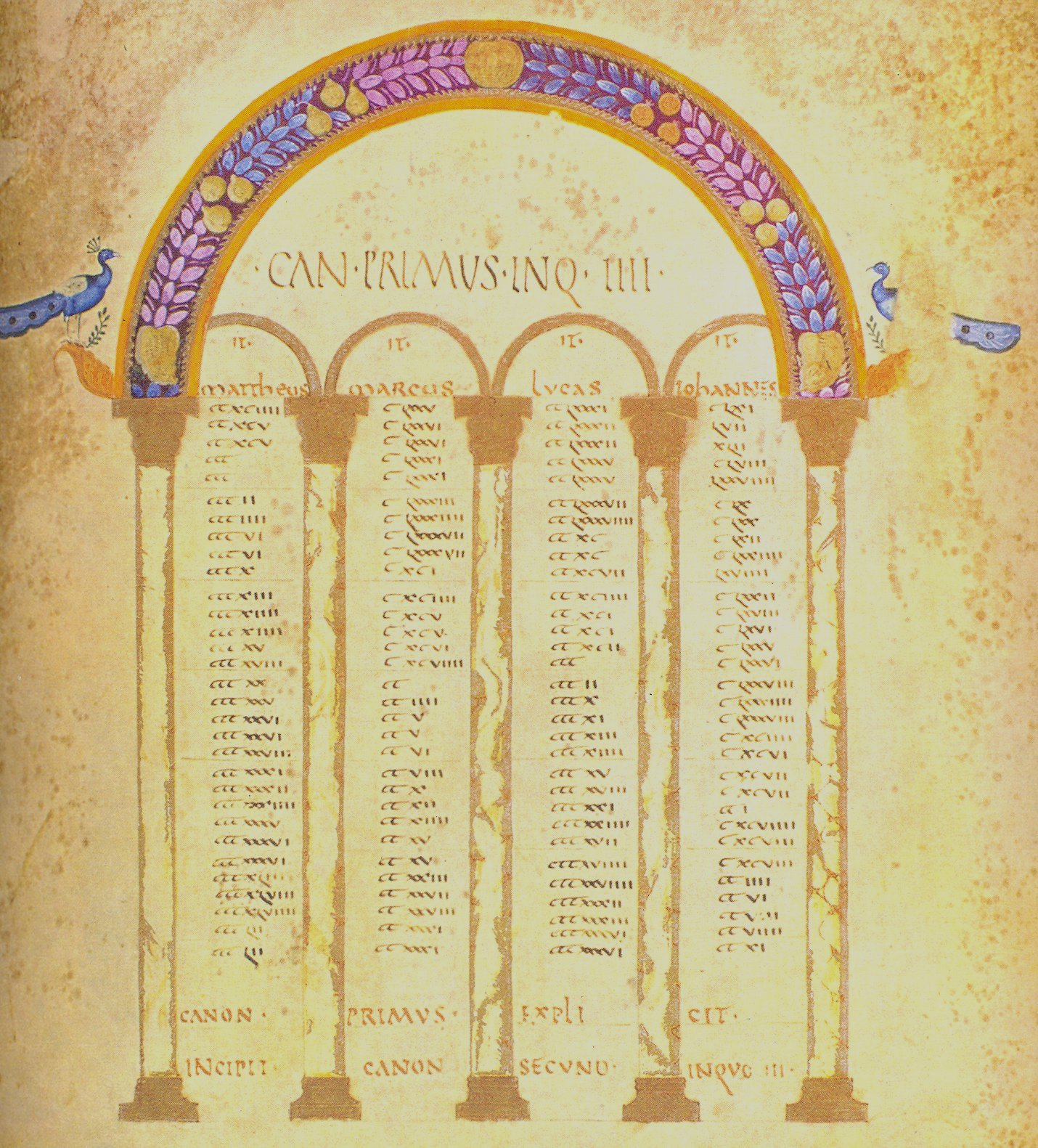
Таблицы канонов Евсевия (окончание первого канона). Латинская рукопись Евангелий, V в. Апостольская библиотека, Ватикан (Vat. Lat. 3806. F° 2v.)

Раннехристианская литература — письменные источники, различного авторства, в период раннего христианства.

## Основные направления
В первый век существования христианской церкви почти вся её письменная деятельность была направлена на то, чтобы:
1. фиксировать предание об истории и учении первых проповедников христианства,
2. излагать и истолковывать это учение в применении к частным вопросам по мере того, как их ставила жизнь,
3. посредством письменных актов поддерживать нравственное и вероучительное единство между рассеянными общинами.

Эта деятельность имела в виду непосредственные религиозные нужды современных ей верующих и литературой может быть названа лишь в несобственном смысле.
Как самостоятельная отрасль духовной жизни церкви имеющая в виду всестороннее изображение и развитие в слове всех сторон этой жизни если не ради себя самой, то ради интересов общих, не ограниченных определёнными лицами, местами и обстоятельствами, литература началась не ранее 2-й четверти второго века, вызванная к жизни идейной борьбой с гностицизмом, язычеством и иудейством.
Что первые христианские поколения мало считались с будущими временами и поколениями, это зависело прежде всего от того, что этих времён для них, можно сказать, не существовало вовсе: христиане, помня слова Спасителя, что о дне и часе Его пришествия не знают и ангелы небесные, предполагали, однако, этот день и час крайне близкими, при дверях.
При такой уверенности настоятельнейшим делом любви к ближним христианам (особенно при крайней ещё их, сравнительно, малочисленности) должно было представляться приведение как можно большего числа лиц к вере в Христа Мессию, Сына Божия, к крещению и тем к спасению их душ; словом, на очереди была практическая задача проповеди основ воспринятого учения, проповеди возможно широкой и энергичной; для самостоятельной разработки учения в чисто спекулятивных целях если бы и нашлись работники, то не нашлось бы времени.
Для сохранения чистоты преподаваемого вероучения оставалось при таких условиях одно средство — по возможности не отступать от буквы апостольского и евангельского предания.
Таким образом, если эта ранняя христианская письменность и была (как должна быть настоящая литература) отражением ей современной жизни и мысли церкви, то отражения эти не намеренны и не полны, отчасти даже случайны, за исключением её первого отдела, как прямо отвечавшего главной задаче времени.
Отсюда ясно, что как ни драгоценны для нас остатки этой литературы (в известном смысле они чем скуднее, тем драгоценнее), восстановить по ним полную картину первенствующей церкви нельзя и было бы нельзя, сохранись эта литература даже полностью.
Итак, если церковь с III века возводит к апостольским и первым после них временам известные учения и институты, следов которых нет в остатках литературы этой эпохи, то это отсутствие само по себе ещё ничего не доказывает.
И наоборот, весьма возможно, что подобно тому, как в позднейшей церкви исчезли некоторые должности древнейшей (так назыв. харизматические: апостолы, пророки, евангелисты, заклинатели) и ослабели или исчезли некоторые мнения, даже очень распространённые, но разошедшиеся с действительностью и не имевшие твёрдых оснований в откровении (хилиазм, сивиллы о парфянском завоевании Рима), так были в ней, может быть, и другие мнения и другие институты, не оставившие никаких следов в литературе и переставшие существовать со временем.
Такое положение дел вынуждает к особой осторожности при научном построении первоначальной истории догмата.
Первое место в письменном наследии древнейшей церкви как по своему догматическому, так и по своему общерелигиозному значению занимает Новый Завет, кодекс специфически христианского Откровения, писанный, как верует Церковь, по непосредственному внушению Духа Святого теми апостолами и апостольскими учениками, коих имена значатся в заголовках отдельных составляющих его произведений.

## Книги Нового Завета
Исходя из этого догматического положения церковь:
1. признает за безусловную истину все содержание этих книг как в их исторической, так и в вероучительной и моральной стороне;
2. не допускает возможности противоречий в них как друг с другом, так и с учением Христа Спасителя, а допускает лишь взаимное дополнение этих книг.

Что касается внецерковной науки, то в ней представления об авторах и времени происхождения новозаветных книг далеко расходятся, начиная от совпадающего или почти совпадающего с православно-церковным и кончая взглядами крайних отрицателей, не признающих подлинности ни одной из них и относящих их все, по крайней мере в том виде, в каком мы их имеем, ко II веку.
Здесь нет возможности разбирать подробно эти взгляды, но вообще следует заметить, что отрицательный в разных степенях взгляд строился и строится преимущественно на доводах той или иной антицерковной метафизики (материализма) или вообще нехристианской философии (деизма, пантеизма, гегельянства), убедительных и обязательных только для адептов данной философии, но не для науки вообще.
Поэтому успех этих взглядов зависит прежде всего от философского настроения века.
Доводы чисто объективного характера, приводимые отрицателями, сами по себе нерешительны; новые открытия и новые работы над текстами Нового   Завета не умножили этих доводов, а ослабили их и заставляют все больший и больший круг независимых от церковной мысли учёных признавать все большее число этих книг если не подлинными, то древними — первого века и начала второго.
Знаменитый Harnack в своей «Geschichte der altchristlichen Litteratur», вышедшей в свет в 1896 г., характеризует положение вопроса о древнейшей христианской литературе, включая Новый Завет, так: «Было время, когда считалось неизбежным видеть здесь сплетение подлогов и обманов. Это время прошло.
Для науки оно было эпизодом, из которого она многому научилась, но после которого она многое должна позабыть.
Древнехристианская литература (подразумевается: как она признана церковным преданием) в главных своих частях подлинна и достоверна.
Во всем Новом Завете есть, может быть, одна только книга, псевдонимная в точном смысле этого слова» (Гарнак разумеет второе послание Петра).
Таков приговор учёнейшего представителя либеральной протестантской науки, весьма далёкий от тюбингенской школы, признававшей подлинными только Апокалипсис и четыре послания ап. Павла.
Правда, отнюдь не все представители внецерковной науки идут так далеко, как Гарнак, навстречу церковному взгляду; но что вообще наука, поскольку речь идёт о древности и отчасти подлинности, а не о содержании книг Нового Завета, приближается к церковному взгляду — это несомненно.
Особенно замечательно, что представители чисто филологической науки, вступающие в спор не предубеждёнными ни в какую сторону, большей частью оказываются гораздо консервативнее либеральных богословов (Курциус и Моммзен — о евангелисте Луке, Фр. Бласс — о Луке и Матфее).

## Апокрифы
Из новозаветных апокрифов, кроме неканонических евангелий, о которых см. ниже статью Христос, ко II—III веку относятся:
1. Апокрифические апостольские деяния:
  1. цитуемое Климентом Александрийским Петрово проповедание (kê rygma Petrou); оно было православно по содержанию и потому цитуется ещё святым Иоанном Дамаскином; но авторство Петра отвергает уже Евсевий († ок. 340 г.). В уцелевших отрывках речь идёт о послании на проповедь 12 апостолов и о истинно-христианском богопочтении. Этот памятник известен был уже гностику Гераклеону (около 160—170 г.) и возник, вероятно, в I четверти II века.
  2. Деяния Петра. В первоначальном виде они содержали подробный рассказ о делах и страдании св. апостола, составленный (по Липсиусу и Цану) гностиками в половине II века. Конец — рассказ о мученичестве ап. Петра — имеется в греческом оригинале, латинском, славянском и нескольких восточных переводах; в латинском он приписывается преемнику ап. Петра, епископу римскому Лину. Другой отрывок уцелел главным образом в очень неуклюжем латинском переводе; он говорит о борьбе Петра в Риме с Симоном Магом, о падении Симона по молитвам Петра при попытке вознестись на небо и о распятии Петра головой вниз. К этой же эпохе и, может быть, тому же автору принадлежат
  3. деяния ап. Иоанна, древний текст которых утрачен почти весь, но содержание перешло в кафолические обработки преданий об апост. Иоанне. По-видимому, они говорили о путешествии апостола из Палестины в Ефес, очень кратко о трёхлетнем пребывании его в ссылке на о-ве Патмосе и подробно — о конце жизни и о кончине апостола в Ефесе. Эти деяния известны уже св. Клименту Александрийскому. Уцелевший несомненный отрывок II века настоятельно проповедует о том, что тело Спасителя было призрачное.
  4.  Деяния апостола Павла, упоминаемые Евсевием в числе «спорных» (antilegomena) памятников апостольского века, возникли, по-видимому, тоже около 160—170 г., но в православной среде они одобряются Ипполитом, Оригеном, Евсевием. Уцелел конец о проповеди апостола в Риме и его обезглавлении Нероном. В недавнее время дознано, что первоначально в эти деяния входили дошедшие до нас отдельно «деяния Павла и Фёклы первомученицы» и апокрифическая переписка ап. Павла с коринфянами; этим объясняется показание Кларомонтанского каталога (ок. 300 г.) и патриарха Никифора († 829), что «деяния» содержат более 3500 строк (stichoi). Позднейшая латинская обработка приписывает и эти деяния еп. Лину. Основа деяний Павла и Фёклы может быть реальна, некоторые их подробности очень живы и правдоподобны; по Тертуллиану, они составлены малоазийским пресвитером, который был тогда же уличён в сочинительстве и лишён сана. Прочие Деяния — апостолов Андрея, Матфея, Фомы, Филиппа, Фаддея — даже в основе не старше III в.; в основе последних, лучше всего сохранённой сирским текстом (так назыв. Doctrina Addaei) и армянским его переводом, лежит, как кажется, сирский текст ок. 200 г., из которого Евсевий перевёл подложные письмо топарха Авгаря V к Иисусу Христу и ответ Христа,
2. Апокрифические апостольские послания, а именно псевдопавловы послания к александрийцам и лаодикийцам, и переписка апостола Павла с коринфянами и с Сенекой.

Мураториев список священных книг (около 200 г.) упоминает о двух первых, как о подлогах маркионитов; о первом не сохранилось более никаких следов; послание же к лаодикийцам, цитуемое впервые в псевдоавгустиновом «Liber de divinis scripturis» (V века) и в VI—XV вв. часто встречающееся в латинск. кодексах Библии, все скомпоновано из фраз, выбранных из подлинных Павловых посланий, и ничего маркионитского в себе не содержит. Итак, и лаодикийское послание II века не дошло до нас; есть мнение, что это было просто искажённое Маркионом каноническое послание к Ефесянам. Повод к подлогу был дан текстом Колосс. 4, 16. Это послание цитирует Тертуллиан в 5 книге против Маркиона.
Письмо коринфских пресвитеров к апостолу Павлу и ответ апостола, сохранившиеся в армянском и латинском переводе (с сирского), составляли, как выше сказано, часть кафолических «деяний Павла». Это третье послание ап. Павла к коринфянам толкуется преп. Ефремом Сирином наряду с обоими каноническими. Содержание переписки следующее: коринфские пресвитеры пишут Павлу, что некие Симон и Клеовий произвели в Коринфе великую смуту, отрицая творение Богом мира и человека, божественное посланничество пророков, рождество Спасителя от Девы и воскресение плоти. Все эти пункты учения подробно излагаются в ответном послании апостола, особенно о воскресении плоти. 8 (латинских) писем Сенеки к ап. Павлу и 6 ответов апостола (все очень краткие) возникли, по-видимому, не ранее IV в. Переписка эта отличается бессодержательностью и неуклюжестью стиля.
Из апокрифических апокалипсисов несомненно христианского происхождения отметим апокалипсис Петра. Его несколько раз цитует св. Климент Александрийский; в своих Hypotyposeis (начертаниях, контурах, очерках) он даже комментировал его (Евсевий, «Церк. ист.» VI, 14, 1). В Мураториевом каноне он причислен к каноническим книгам, хотя отмечено, что некоторые верные не хотят допускать его чтения в церкви. В некоторых палестинских церквах он читался в Великую пятницу публично; но Евсевий и Иероним решительно отвергали его как неканонический. В 1892 г., из той же рукописи VIII в., где найден отрывок апокрифического евангелия Петра, издан большой отрывок этого апокалипсиса.
Отрывок начинается в середине речи Господа и повествует о ряде видений: 12 ученикам на горе являются в сиянии святости два отшедшие в иной мир брата; ученик, от лица которого ведётся рассказ (Пётр), видит небеса, и на противоположной стороне мира — место вечных мучений грешников.
Блещущее фантазией описание этих мучений длится до конца отрывка. Текст не раз соприкасается со вторым посланием Петра и возник несомненно во II в., может быть, даже в первой половине его.

## Подлинность канонических книг и апокрифов
Из представленного обзора видно, что в общем приговор науки о памятниках, возводящих себя к апостольской эпохе, совпадает с приговором церковным, как признал и Гарнак.
Это сказывается в следующем:
1. все книги, подлинность коих церковью отвергается или за подлинность которых церковь, по крайней мере, не ручается включением их в свой канон[4], и в науке признаются неподлинными и позднейшими;
2. большинство этих книг и возникло не в церковной, а в еретической среде;
3. немногие православные из них оказываются (сравнительно) и исторически наиболее доброкачественными [Евангелия евреев, египтян, Иакова, отчасти Никодима; деяния Павла и Фёклы.];
4. среди самых канонических книг наука заявляет сомнения почти о тех же, относительно которых колебалась и церковь (таковы послания к евреям, Иакова, Иуды, второе Петра, второе и третье Иоанна, словом книги, которые Евсевий и другие составители списков книг канона называют спорными — antilegomena).

Это тем замечательнее, что для церковной критики на первом плане стоял не историко-литературный, а догматический и нравственный вопрос. Кажущееся исключение представляет Апокалипсис; но церковь колебалась, включать ли его в канон или нет, не потому, что сомневалась в его авторе, а потому, что он по темноте содержания мало пригоден для богослужебного употребления. Таким образом, единственным действительным исключением является Евангелие от Иоанна: церковь безусловно принимает, многие учёные отвергают его.
Но исключение здесь только подтверждает правило, так как отвергать евангелие от Иоанна нет веских, безусловных оснований.

## Апостольские мужи
Второй цикл литературных произведений, следующий по порядку за писаниями апостолов и об апостолах, составляют творения так назыв. апостольских мужей, то есть церковных деятелей эпохи между апостолами и апологетами, большей частью апостольских учеников, приблизительно 90-150 гг. Этот цикл представляет изложения «апостольского учения», сделанные, однако, не апостолами. Это — знаменитое, в 1883 г. опубликованное «Учение двенадцати апостолов» и отчасти связанная с ним литература так называемых апостольских правил и постановлений.
Авторы:
1. св. Климент, епископ Римский (около 95 г.);
2. св. Варнава (при Нерве, 96-98, или при Адриане, около 135 г.);
3. св. Игнатий Богоносец († 116);
4. св. Поликарп Смирнский († 23 февраля 155 г.);
5. св. Папий Иерапольский (около 130 г.);
6. св. Ерма Филиппопольский (Hermas, около 140—150 г.)
7. автор послания к Диогнету.

### Дидахе
«Учение (Didache)» — или «Учения (didachai)» — «двенадцати апостолов» во втором и следующем веках, подобно апокалипсису Петра, евангелию египтян и т. д., трактовалось иногда как «писание» (graphe). Псевдокиприаново (на деле папы римского Виктора I, 189—199 гг.) сочинение «De ale a toribus» цитует его наряду с посланиями апостола Павла; подобным образом относятся к нему и Климент Александрийский, и Ориген. Евсевий Кесарийский причисляет его, однако, к «неподлинным» (notha) апостольским произведениям; св. Афанасий Великий рекомендует его для чтения оглашённым наравне с ветхозаветными апокрифами. Позднее цитаты из «Учения» прекращаются: его евхаристический ритуал и наставления насчёт «пророков» и «апостолов» давно стали анахронизмами, а первая часть — наставления «о двух путях» — была переработана и включена в 7-ю книгу «апостольских постановлений». Нет сомнения, что текст, напечатанный впервые в 1883 г., есть подлинное «Учение», цитованное Виктором и Климентом; он весь проникнут духом самой седой христианской древности, располагающим относить составление его в первый век или в самое начало второго, не позже приблизительно 130 г. За более поздний срок говорит знакомство Didache с четвёртым евангелием, написанным не ранее приблизительно 100 г.; в таком случае придётся признать, что архаические черты церковного устройства первого века продолжали кое-где жить и во втором. Предполагать, что главы с IX и до конца, свидетельствующие о знакомстве с четвёртым евангелием, составляют позднейшую прибавку, было бы совершенно произвольно уже потому, что именно в этой части (гл. XI—XIII и XVI) находятся самые архаические черты памятника.
Содержание «Учения»:
1. наставление в христианской нравственности в форме описания «двух путей — пути жизни и пути смерти», для внушения готовящимся к крещению, и наставление, «как совершать крещение»,
2. о посте и молитве (даётся текст «Отче наш»),
3. о совершении евхаристии,
4. о пророках и странствующих проповедниках слова Божия — как отличать истинных и ложных и как их продовольствовать,
5. о праздновании воскресного дня,
6. об избрании властей церковных общиной,
7. о благоговейном ожидании второго пришествия Господня. Это, таким образом, краткое, но полное наставление в христианской жизни — древнейший христианский катехизис. «Учение» написано безыскусственным, но хорошим, ясным и чистым греческим языком, носящим ясные следы влияния иудейской эллинистической литературы и перевода LXX толковников; мораль его — чисто евангельская, безупречная и вместе с тем дышащая знанием действительности. Среди сообщаемых изречений и наставлений Писания некоторых нет в наших канонических книгах. Среди каких христиан — иудеев или язычников — возникло и действовало «учение», это вопрос едва ли разрешимый; возможность спора в данном случае свидетельствует лишний раз, что никакой резкой разницы в вероучении и морали между обеими «партиями» не было. В заглавии сказано: «учение 12 ап. языкам» (tois ethnesin), что намекает на назначение его для язычников. С другой стороны, в представлениях учения о воскресении мёртвых есть черта чисто иудейская (XVI,

Особого разбора требует вопрос о «двух путях». Дело в том, что эта часть текста изложена в несколько иной редакции, не только в позднейших, но и в почти современных «учению» памятниках, как послание Варнавы и «Пастырь» Ермы. Это наводит на мысль, что наставление крещаемому существовало в церкви самостоятельно ещё до составления полной Didache. Некоторые учёные пытались идти ещё дальше и видели в «двух путях» первоначально еврейское наставление прозелитам. Если это так, то «учение» вышло из иудео-христианских кругов. Но о таком наставлении ничего неизвестно, и притом трудно объяснить, как иудейское наставление могло попасть в антииудейское послание Варнавы. Предположение что автор взял его из Didache, противоречит вероятнейшей хронологии обоих памятников (послание — около 97 г., Didache около 110—120 г.).

### Климент Римский
С именем Климента, еп. Римского (по Евсевию, 92-101 г.), до нас дошли четыре послания, из которых подлинно только первое. Полный текст так назыв. Второго послания к Коринфянам выяснил, что это даже не послание, а беседа. Впервые упоминает о нём Евсевий, притом выражая сомнение в его подлинности («Церк. ист.», III, 38, 4). Два письма к «девствующим», сохранившиеся в сирском переводе и отрывках греческого текста, по содержанию не могли возникнуть раньше III в.; древнейшие упоминания о них относятся к концу IV в. (у Епифания и Иеронима). Первое послание к Коринфянам, напротив, засвидетельствовано косвенно уже в послании Поликарпа (ок. 115 г.) и прямо в послании Дионисия коринфского к папе Сотиру (около 170 г.). Повод к написанию этого послания дали смуты в коринфской церкви, направленные против духовных властей. Описав яркими красками былое цветущее состояние коринфской церкви и указав, как печально её настоящее положение (гл. 1-3), автор в гл. 4-36 даёт ряд наставлений общего характера, предостерегает от зависти и тщеславия, рекомендует смирение и послушание, постоянно подкрепляя свои слова примерами из Ветхого Завета. Затем в главах 37-61 автор говорит собственно о коринфских делах, о значении иерархии, о необходимости подчинения законной церковной власти; последние главы 62-65 вкратце повторяют содержание письма. Католические писатели видят в этом письме и в факте вмешательства римского епископа в коринфские смуты указание на папский примат во вселенской церкви уже в I в.; но никаких прямых данных за это в письме нет, кроме исполнения обычного наставления: «друг друга тяготы носите». Тождество, автора с христианином-консулом Т. Флавием Климентом в настоящее время отвергается наукой; обилие ветхозаветных реминисценций послания намекает скорее на иудейское происхождение автора. Важно, что ни для Рима, ни для Коринфа послание не предполагает и следов несогласий, связанных с именами апостолов Петра и Павла. Послание даёт древнейшее указание на мученическую кончину обоих великих апостолов; тесное их сопоставление говорит за то, что мученичество Петра предполагается в Риме, где несомненно пострадал ап. Павел. Стиль послания прост и ясен. Все прочие писания (так назыв. Климентины), приписываемые св. Клименту, подложны и не древнее приблизительно 200 года.

### Послание Варнавы
Послание, надписанное именем сотрудника ап. Павла, Варнавы, несмотря на согласное свидетельство христианской древности (Климент Алекс., Ориген, а также Евсевий, который, по-видимому, не сомневается в авторе, хотя и исключает письмо из канона; «Церк. ист.» III, 25, 4; VI, 13, 6), едва ли подлинно: оно написано во всяком случае после разрушения Иерусалима, по всей вероятности при имп. Нерве (96-98) или даже при Адриане (117—138), а ап. Варнава едва ли мог жить так долго. По содержанию послание тоже едва ли может принадлежать сотруднику ап. Павла, как памятник крайнего допустимого в церкви антииудаизма; ап. Павел учил о ветхозаветной церкви не так (см. ниже о вероучении христианской церкви).

### Игнатий Антиохийский
С именем Игнатия, еп. Антиохийского, Богоносца, до нас дошло тринадцать посланий; из них шесть несомненно не подлинны, а семь остальных, засвидетельствованных уже в послании Поликарпа (с. 115 г.) и у Евсевия, имеются в двух редакциях — интерполированной и первоначальной. Интерполятор, по-видимому, — одно лицо с фальзарием шести неподлинных посланий; он последователь ереси Аполлинария (IV в.), так как в двух местах отрицает, что Спаситель имел человеческую душу. По Функу, он тождествен ещё с компилятором «апостольских постановлений», возникших в Сирии в начале V в. Кроме этих 13 посланий, существуют на латинском только языке ещё два письма Игнатия к ап. Иоанну, одно к Божией Матери и ответ Божией Матери. Эти письма тоже подложны; проследить их древность можно лишь до XII в.; составлены они, вероятно, на Западе. О подлинности семи древних посланий (к ефесянам, к магнисийцам, к траллианам, к римлянам, к филадельфийцам, к смирнцам и к Поликарпу) в науке долго и горячо спорили; но, как и в вопросе о произведениях, вошедших в канон, отрицательные аргументы большей частью носят характер предвзятости, и в настоящее время авторитетнейшие судьи всё в большем числе склоняются к признанию подлинности этих посланий. Посланиями пользовались Ириней, Лукиан Самосатский (ок. 167 г.), послание смирнской церкви о мученичестве Поликарпа и наконец сам Поликарп в послании к филиппийцам; первый косвенно, но очень ясно, последний прямо указывают на авторство Игнатия. Принимать неподлинность или интерполированность послания самого Поликарпа — значит впадать в логический круг, так как, помимо связи с посланиями Игнатия, нет решительно никаких для того оснований. По актам мученичества Игнатия он был допрошен в Антиохии лично имп. Траяном и отправлен для казни зверями в Рим. Из Памфилия или Киликии он прошёл сквозь Малую Азию сухим путём; в Смирне сделана была более продолжительная остановка, и тут к Игнатию явились депутации от нескольких малоазийских церквей. Отпуская их от себя, Игнатий вручил послам ефесским, магнезийским и тралльским послания к их общинам, где благодарит их за оказанную ему любовь, предостерегает от еретиков иудаистов и докетов и убеждает их повиноваться духовным властям, между которыми епископ председательствует — как наместник Божий, пресвитеры — как совет апостольский; где нет властей, там нет и церкви. Из Смирны же отправлено письмо к римлянам, в котором Игнатий умоляет римскую общину не прилагать никаких стараний избавить его от мученичества; здесь находится знаменитое изречение: «Я пшеница Божия и перемалываюсь зубами зверей, да обретусь чистым хлебом Христовым». Из Смирны Игнатий был переправлен в Троаду; тут его настиг гонец с известием, что в антиохийской церкви водворился мир, давно им желанный. Отсюда он написал послания к филадельфийцам, смирнцам и смирнскому епископу Поликарпу: он благодарит за любовь к себе, просит отправить в Антиохию посольство, чтобы поздравить братию с возвращением мира, просит Поликарпа распорядиться такими же посольствами из других церквей, куда он не успел отправить посланий, и опять внушает слушаться властей церковных и беречься еретиков. Единство стиля и воззрений всех семи писем исключает предположения о подлинности лишь некоторых из них (по Ренану, подлинно одно послание к римлянам, по Фёльтеру, оно одно подложно). Стиль писем чрезвычайно оригинален, порывист, часто неправилен; они проникнуты глубоким религиозным чувством, то доходящим почти до экстаза, то сообщающим речи автора внушительную строгость убеждения. По силе и высоте производимого впечатления, послания Игнатия занимают первое место в ряду творений апостольских мужей, и лишь немного уступают посланиям ап. Павла.

### Поликарп Смирнский
О послании Поликарпа к филиппийцам нами уже не раз упоминалось. По Иринею, Поликарп написал, кроме филиппийского, ещё несколько посланий к разным церквям и отдельным лицам, но до нас дошло только это одно. Греческий оригинал дефектен, но есть полный латинский перевод. Письмо говорит преимущественно о бодрости духа и о терпении и особо об обязанностях живущих в браке, вдов, диаконов, пресвитеров, юношей и дев. Оно написано вскоре после мученичества св. Игнатия (гл. 9, 2; 13, 2), то есть вскоре после 116 г. Поликарп скончался мученически 23 февраля 155 г., имея не менее 86 лет от роду.

### Папий Иерапольский
Сверстник и друг Поликарпа, иерапольский епископ Папий, написал «Изъяснение бесед Господних» в пяти книгах; сохранились только немногие отрывки у Иринея, Евсевия, Анастасия Синаита и пр. Есть указание, что полный латинский перевод Папия существовал в Западной Европе ещё в XV в. Сам Папий, как видно из его предисловия, смотрел на свой труд главным образом как на сборник преданий, толкований и дополнений к «словесам Господним», доходившим до него при посредстве апостольских учеников первого и второго поколений. На Евсевия Папий производил впечатление человека «весьма малого разумения». Впрочем, он недоволен Папием главным образом за его приверженность к чувственному хилиазму и на этом основании говорит, что Папий принимал за чистую монету то, что ему преподавали как аллегорию. Вероятнее, что Папий был истинный представитель некритичной, неразвитой, но горячо верующей христианской толпы, собиравший свои предания откуда случится и потому сохранивший много ценного и подлинного, но много и мякины. Стиль Папия, как видно уже из нескончаемых споров по интерпретации его отрывков, очень неуклюж и тёмен. Самый важный вопрос, связанный с Папием, касается отношения комментированных им изречений Господа к нашим евангелиям. Думать, что между ними была заметная разница, трудно потому, что в таком случае в позднейшей церкви его, вероятно, признали бы если не за еретика, то за писателя опасного; между тем, его читали, переписывали и цитовали без оговорок писатели IV—IX вв. Возможно, что текста изречений Папиево сочинение вовсе не содержало, а только предания и толкования. Известны и многократно комментированы на разные лады показания Папия о евангелиях Матфея и Марка; несомненно, что он цитовал первое послание Петра и первое Иоанна; весьма вероятно, что в его комментарий вошли и изречения Иоаннова евангелия (Гарнак); по одной цитате из Папия, IX в., это евангелие даже будто бы писано самим Папием лично, под диктовку автора. Другой, доселе нерешённый вопрос — кто такой был учитель Папия, Иоанн пресвитер: апостол из двенадцати или отличное от него лицо. Как сверстник Поликарпа, Папий должен был писать около 120—130 гг.

### «Пастырь Гермы» и «Послание к Диогнету»
«Пастырь» Ерма и «Послание к Диогнету» неизвестного автора причисляются к творениям апостольских мужей по недоразумению. Ерм, упоминаемый в послании ап. Павла к Римлянам 16, 14, не может быть тождествен с автором «Пастыря» ввиду прямого показания Мураториева фрагмента, что «Пастырь» написан Ермом, братом римского епископа Пия, в правление последнего (140—155). Сам автор выставляет себя современником Климента Римского, но так как всё произведение носит характер отчасти притчи, отчасти апокалиптический, то нельзя ни принимать это буквально, ни винить автора за обман. Теории, предполагавшие для «Пастыря» нескольких авторов (Гильгенфельд) или иудейский прототип (Спитта), малодоказательны. Всё произведение распадается на 5 «видений», 12 «заповедей» и 30 «притч», или «подобий», но сам автор делит его на два отдела: откровения, сообщённые ему церковью в образе постепенно молодеющей матроны (видения 1-4), и откровения, сообщённые ангелом покаяния под видом «Пастыря» (остальное). Все откровения в конце концов сводятся к одному: к призыву покаяться, так как вскоре церковь постигнет гонение и затем наступит страшный суд. Центральный образ «Пастыря» — образ церкви под видом великой строящейся над водой башни.
«Послание к Диогнету» считалось произведением апостольского мужа, так как автор в начале XI главы зовёт себя учеником апостолов. Но обе последние главы в единственной рукописи были отделены от остального текста большим пробелом и по языку, и по содержанию должны быть отнесены к другому автору и к другому (гомилетического, а не эпистолярного характера) произведению; подлинный же конец послания затерян. Адресата письма, Диогнета, отождествляют или с философом Диогнетом, упоминаемым у Марка Аврелия, или с самим имп. Адрианом (Диогнет = сын Зевса). Антииудаизм послания навёл на мысль об авторстве еретика Маркиона (Бунзена) или Маркионова ученика Апеллеса (Дрэзеке); но антииудаизм этот идёт не дальше, чем в послании Варнавы. Рукопись приписывала послание Юстину мученику; но об этом не может быть и речи. Миросозерцание автора отчасти сходно с апологией Аристида Афинского; но заключать отсюда к авторству Аристида (Дульсэ, Кин, Крюгер) рискованно. Послание содержит резкую и остроумную критику вульгарного язычества (фетишизма) и иудейского обрядового благочестия и затем изображение жизни христиан в мире, как души в теле. Послание написано одушевлённо, красноречиво, великолепным языком и свидетельствует о большом риторическом даровании и образовании автора. По глубине религиозного чувства оно уступает только посланиям Игнатия.

## Послание в послеапостольской христианской литературе
Одна из главных форм античной литературы, послание (epistola, έπίστολή), сделалась, по примеру посланий апостольских, одной из главных форм позднейшей литературы христианской. В век «мужей апостольских» это была почти единственная форма сочинений, излагавших христианское вероучение и нравоучение, а равно устройство взаимных отношений и внешний быт христиан. Таковы послания Климента Римского, Игнатия Богоносца, Поликарпа Смирнского, апостола Варнавы. 
Простота этой формы вполне соответствовала, с одной стороны — степени образования этих отцов церкви, не владевших образованием внешним, с другой стороны — потребности христианского общества в элементарном и общедоступном изложении учения, для чего особенно удобна форма послания или письма. По мере того, как в состав церкви вступают, уже во II в., люди образованные и ученые и, наряду с верой церкви (πίστις της έχχλησίας), возникает христианское «знание» (γνώσις της έχχλησίας), над «посланием» в христианской литературе берет верх форма сочинения (на Востоке — λόγος, на Западе — tractatus), дававшая место систематическому и диалектическому раскрытию предмета. 
Но и на долю «посланий» во II и III вв., а также и в последующее время, осталась обширная область. Прежде всего сюда относится вся область церковного права и проекты решения разных спорных вопросов церковной практики. Так появились послания канонические (напр., каноническое послание святого Григория Неокесарийского о степенях покаяния, Дионисия Александрийского и др.), послания с извещением о ересях, появлявшихся в епархиях и просьбой о содействии к их уничтожению (например, послание Александра, епископа александрийского, по поводу ереси Ария), послания приветственные и ободрительные (во время гонений) от одной церкви к другой (например, Феоны и Памфила), увещательные — по поводу внутренних смут и раздоров, П. пасхальные епископов александрийских — о времени празднования Пасхи в данном году, об однообразном устройстве церковного благочиния (Кирилл Александрийский), о вопросах догматических (напр., папы Льва Вел. — об евтихианской ереси, Иоанна Постника — о девстве). 
Некоторые из этих посланий, одобренные церковью, составляют один из первоисточников христианского учения, как часть священного предания, наряду с прочими творениями св. отцов; другие содержит в себе так называемые частные мнения святых отцов. С посланиями св. отцов не следует смешивать их письма, которые хотя издателями их часто именуются также «посланиями», но отличаются от них тем, что назначались не для целой или поместной церкви, а для отдельных лиц, связанных с корреспондентами узами родства, дружбы или официальными отношениями. Эти письма часто имеют важное историческое значение, заключая в себе массу деталей о церковном, общественном, государственном быте данной эпохи.